# Gérald Berche-Ngô
Gérald Berche-Ngô, né en 1979 à Hô Chi Minh-Ville (Viêt Nam), est un écrivain français d'origine vietnamienne.

## Biographie
Gérald Berche-Ngô est né au Viêt Nam et a grandi à Belfort, en France. Après avoir obtenu son baccalauréat littéraire, il passe deux ans en classes préparatoires littéraires (hypokhâgne et khâgne) au lycée Édouard Herriot de Lyon avec l'intention de se présenter à l'École Normale Supérieure. Cependant, il choisit d'interrompre ses études pour se consacrer à l'écriture et aux voyages. Ses premiers poèmes sont publiés en 1995 dans la revue Aube magazine.
Il travaille ensuite comme lecteur de français à l'Université Charles de Prague et vit en Irlande du Nord ainsi qu'au Chili. À son retour en France, il s'installe à Paris où il est à la fois veilleur de nuit dans un hôtel, correcteur-relecteur pour les guides de voyage Marcus, parolier pour le label Universal Music et chanteur du groupe de musique électronique POLAAROÏD, avec lequel il sort notamment un album et deux EP. 
En 2005, il déménage à Bruxelles et fonde un atelier d'écriture créative, le "Write-Club". Il est également le parolier d'un mini-album de Quynh Anh, une chanteuse belge d'origine vietnamienne.

## Publications

### Livres
- Dictionnaire insolite de la Belgique, Cosmopole, 2012
- Guide évasion Vietnam, Hachette, 2013-2016-2019-2023
- Variations insolites sur le voyage, Cosmopole, 2016
- Con-Descendance (contribution sous le nom de Van TTX, auteur : Silio Durt), La 5e couche, 2022

### Revue
- Série Mythologie de la route, Roaditude, 2016-2017, Double ligne Sàrl (Suisse)

### Paroles de chanson (sélection)
- L'éloge de la paresse (Bertrand Louis), Polydor, 2003